# The Black Ninja - Giustizia nera
The Black Ninja - Giustizia nera (The Black Ninja) è un film statunitense del 2003 diretto da Clayton Prince.

## Trama
Maliq Ali è un avvocato difensore, il cui senso di colpa per aver scagionato i criminali e per aver preso la sua famiglia sterminata da questi ultimi, diventa un giustiziere ninja per perseguitare i criminali di notte. Dopo aver rifiutato di difendere il figlio di un boss mafioso accusato di omicidio, Tony Fanelli, si ritrova coinvolto nella protezione dell'unica testimone, Tracey Allen, dagli uomini di Fanelli. Mentre protegge la donna, si confronta con il Ninja Rosso, che anni prima ha ucciso la sua famiglia piuttosto che pagare Ali per averlo difeso.